# 北塞拉内格拉
北塞拉内格拉是巴西北大河州的一个市镇。总面积562.395平方公里，总人口7571人，人口密度13.5人/平方公里。